# Жэнь Юаньдао
Жэнь Юаньда́о (1890 — 1980; кит. упр. 任援道, пиньинь Rén Yuándào) —  генерал Китайской республики, занимавший военные посты в Реформированном правительстве Центрального и Южного Китая, а также при режиме Ван Цзинвэя во время Японо-китайской войны.

## Биография
Родился в провинции Цзянсу на территории современного городского уезда Исин во времена Империи Цин. Вступил в Бэйянскую армию, а затем изучал военную науку в Японии до начала Синьхайской революции в 1911 году. Позже служил в Национально-революционной армии, а также занимал административные должности в националистическом правительстве Китая. В 1930-х командовал гарнизоном в районе Пекин-Тяньцзинь. После создания прояпонского Реформированное правительство Центрального и Южного Китая под руководством Лян Хунчжи перешёл на его сторону, приведя вместе с собой 10 000 солдат и три торпедных катера. Несмотря на то, что в 1939-40 годах он присоединился к реорганизованному национальному правительству Ван Цзинвэя в Нанкине, Жэнь Юаньдао поддерживал контакты с Националистическим разведывательным управлением и предоставлял им информацию. Во время работы при режиме Ван Цзинвэя с 1940 по 1945 годы занимал пост министра военно-морского флота (исполняющий обязанности с 1940 по 1942 год). Также был членом Национального военного совета (1940–42) и губернатором провинции Цзянсу (1944–45).
Силы под его командованием были реорганизованы в 1-й фронт из около 20 000 солдат. Они считались одними из самых подготовленных войск нанкинского режима .
После окончания Второй мировой войны бежал в Британский Гонконг, а затем в 1949 году в Канаду. Жэнь Юаньдао скончался в 1980 году.